# Cintura di Venere (astronomia)

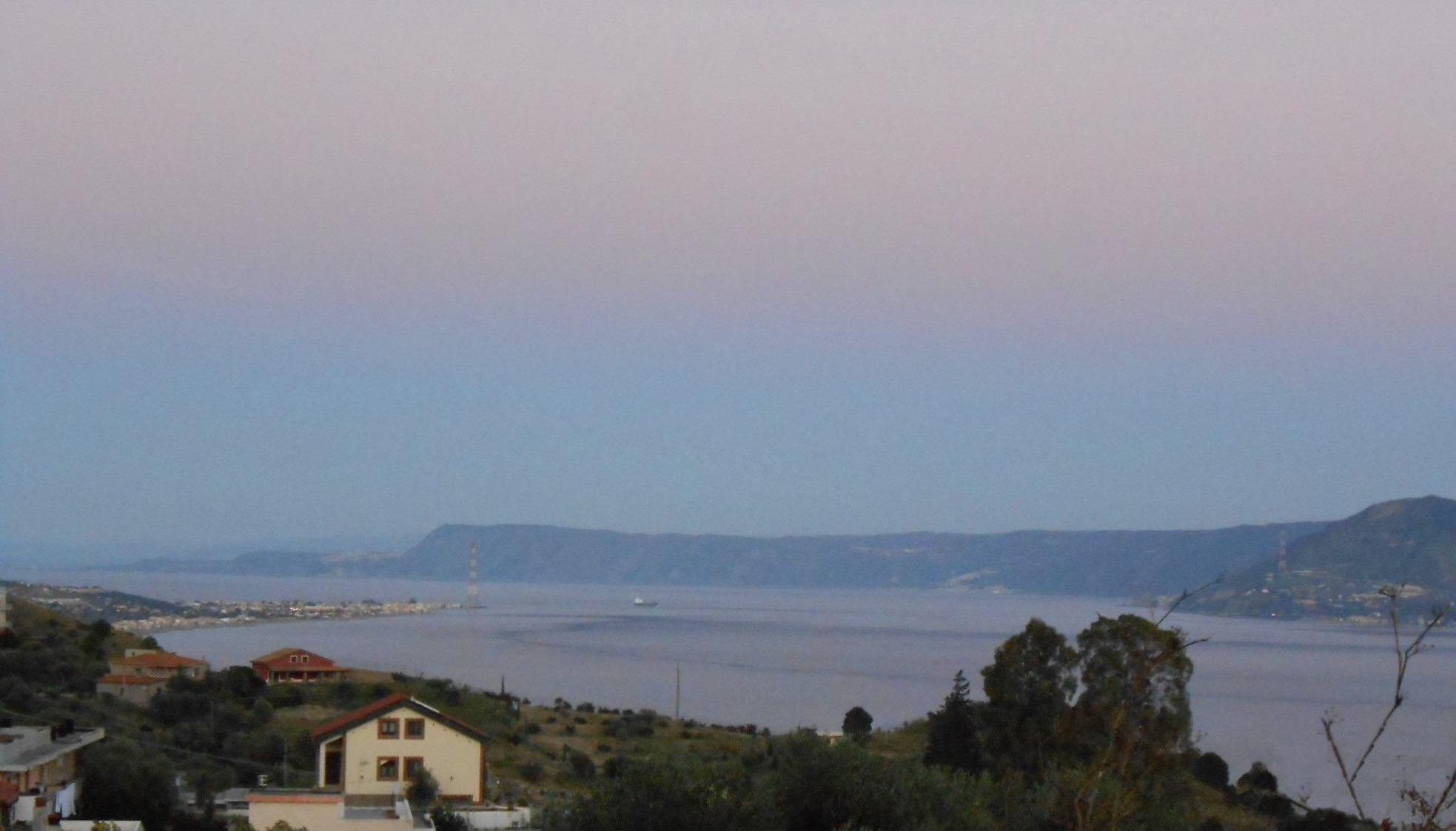
Cintura di Venere al tramonto sopra lo Stretto di Messina.

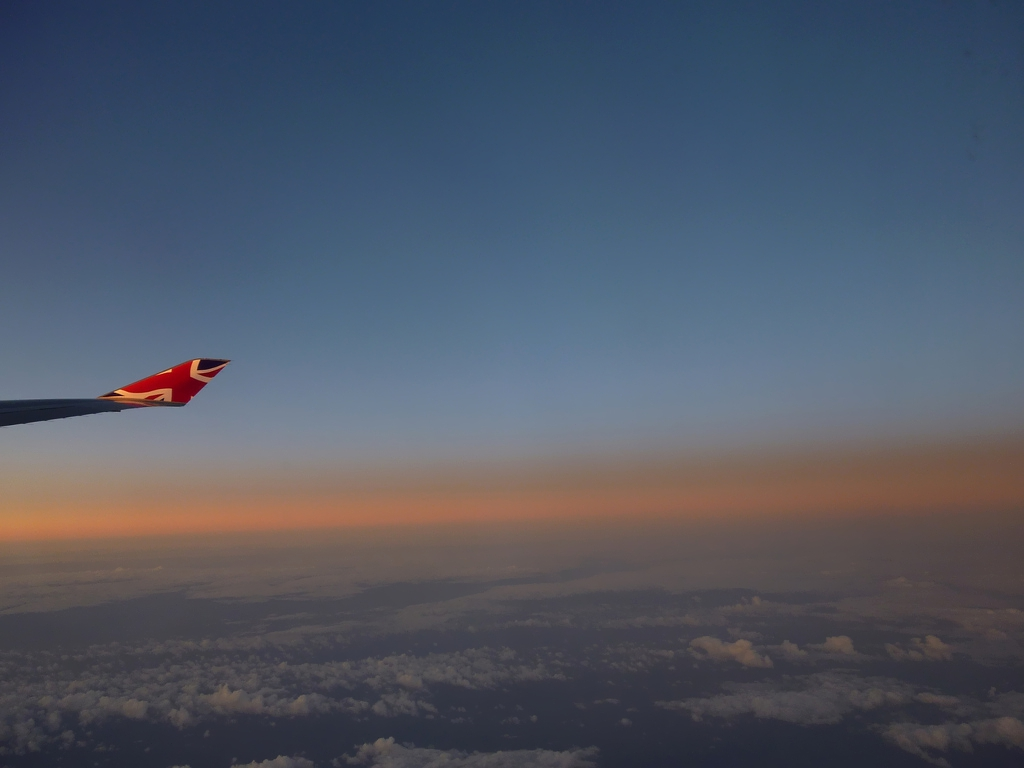
La cintura di Venere osservata da 12800 metri

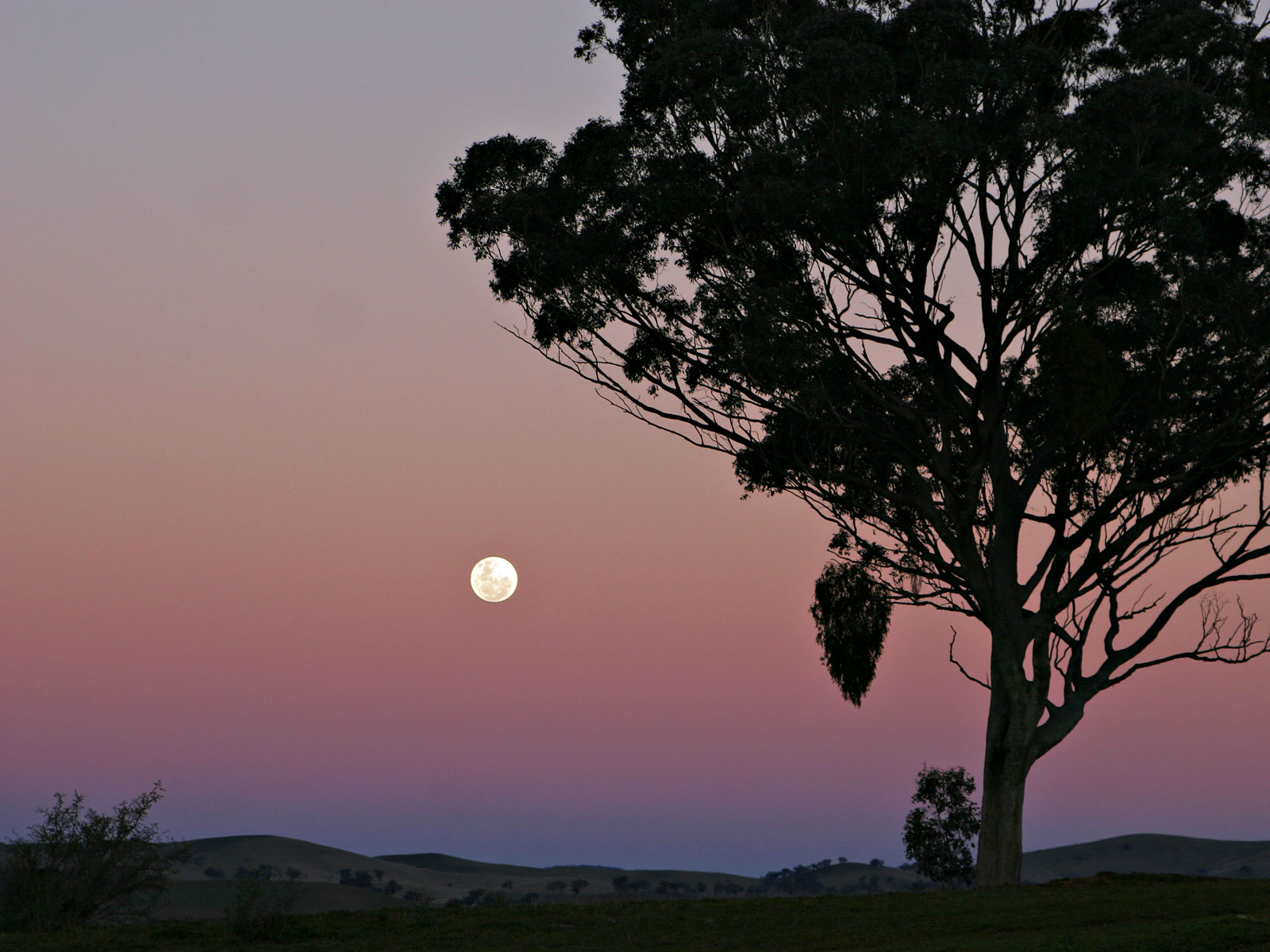
La luna e la cintura di Venere

Evoluzione della cintura di Venere e del terminatore al tramonto

La cintura di Venere, nota anche come cintola di Venere, è il nome dato in epoca vittoriana a un fenomeno atmosferico che si può osservare poco prima dell'alba e poco dopo il tramonto.

## Descrizione
Poco dopo il tramonto o poco prima dell'alba, un osservatore può essere circondato da un bagliore rosato ad arco che si estende per tutto l'orizzonte ad un'altezza di circa 10°-20°. L'arco è causato dalla retrodiffusione della luce arrossata del Sole che sorge o tramonta. Spesso il bagliore è separato dall'orizzonte da uno strato di colore più scuro noto come "segmento scuro" e causato dall'ombra della Terra.
Un effetto molto simile a quello della cintura di Venere può essere visto durante un'eclissi solare totale.